# Liste des portes de Meknès

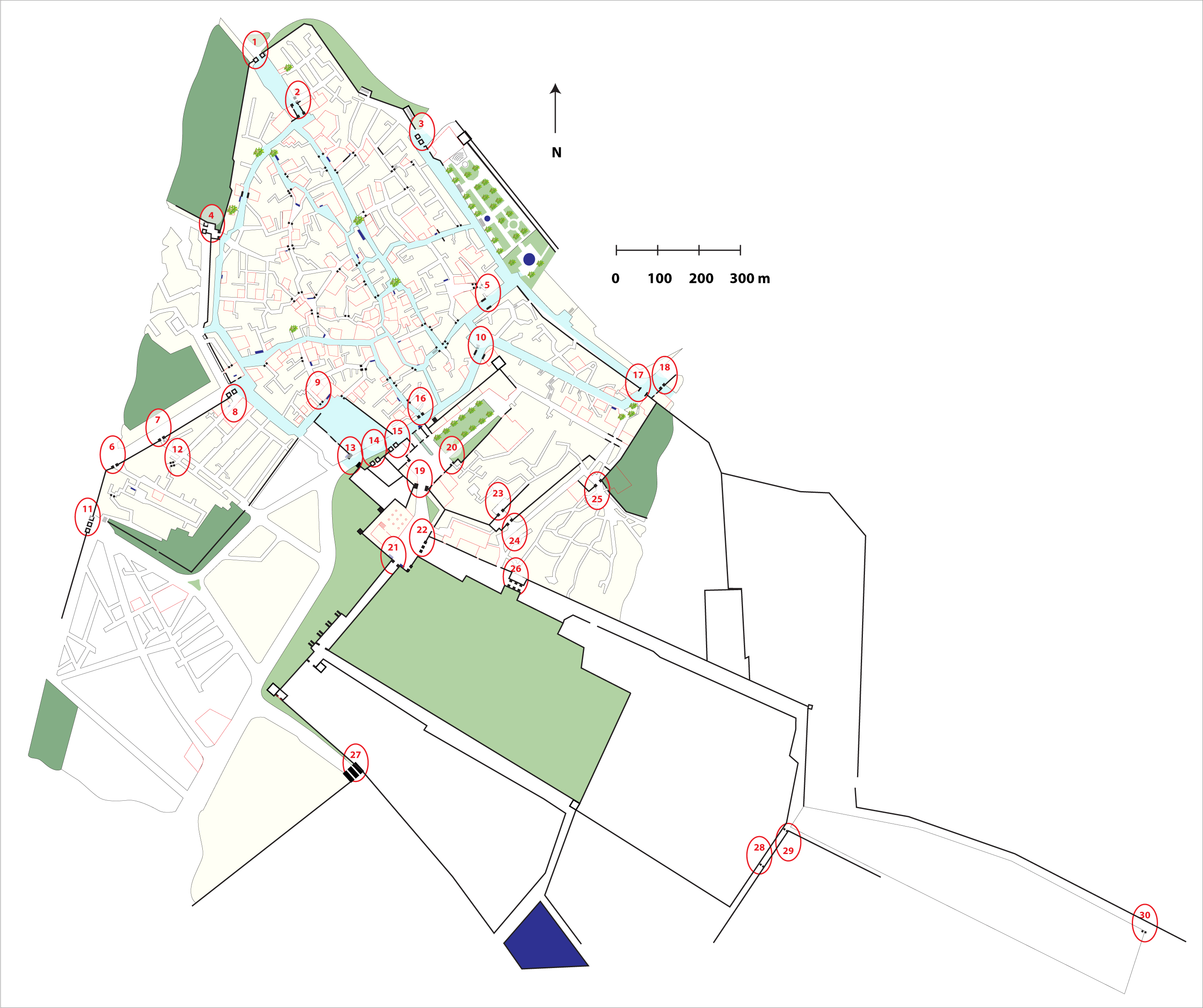
Carte des portes de la ville historique de Meknès.

 (octobre 2015).
Si vous disposez d'ouvrages ou d'articles de référence ou si vous connaissez des sites web de qualité traitant du thème abordé ici, merci de compléter l'article en donnant les références utiles à sa vérifiabilité et en les liant à la section « Notes et références ».
Jusqu'en 1912[réf. nécessaire], la ville de Meknès au Maroc est entièrement contenue dans des murailles et les accès se faisaient uniquement par des portes. Des portes à l'intérieur de la ville permettaient le passage entre les quartiers ou vers les extensions successives de la ville au cours des siècles. Le palais impérial construit au XVIIe siècle, encore plus vaste, comprend une série d'enceintes, également percées de portes. Seules quelques-unes[Lesquelles ?] des portes de Meknès ont été détruites au XXe siècle pour permettre la circulation des autocars[réf. nécessaire].
| Repère | Porte                                                    | Construction  | Photo |
| ------ | -------------------------------------------------------- | ------------- | ----- |
| 3      | Bab Tizimi Sghira                                        |               |       |
| 2      | Bab Tizimi Kbira                                         |               |       |
| 1      | Bab Berdaïne (principale entrée nord de la ville)        | XVIIe siècle  |       |
|        | Bab Talt-Fhoul (porte de Tanger, ancien aqueduc)         |               |       |
| 11     | Bab Lakmis = Bab Khemis (route de Rabat)                 | XVIIe siècle  |       |
| 14     | Bab Jama' Nouar (sur la place Lehdim)                    |               |       |
| 13     | Bab Zine al'Bidine (ancienne porte sur Lehdim, disparue) |               |       |
| 27     | Bab Ben Ahmed                                            |               |       |
|        | Bab Aoudat                                               |               |       |
|        | Bab Bettioui                                             |               |       |
|        | Bab Qazdir = Bab Zitoun                                  |               |       |
|        | Bab Kbich                                                |               |       |
|        | Bab Agdal ?                                              |               |       |
| 30     | Bab Lalla Khadra                                         |               |       |
|        | Bab Qasbak Hadrach                                       |               |       |
|        | Bab Abid al-Boukhari                                     |               |       |
| 29     | Bab Naoura                                               |               |       |
| 18     | Bab Bou 'Ameir                                           |               |       |
| 10     | Bab Dhar Smen (en bas de Dhar Smen - disparue)           |               |       |
| 17     | Bab Fès (en bas de Rouamzine - disparue)                 |               |       |
| 5      | Bab Gnaoua (en face de Lahboul - disparue)               |               |       |
| 20     | Bab Lalla 'Aouda                                         |               |       |
| 19     | Bab Filala                                               |               |       |
| 21     | Bab Belqari                                              |               |       |
| 28     | Bab Mrah                                                 |               |       |
|        | Bab Qsar Mhancha (porte principale du palais impérial)   |               |       |
| 26     | Bab Rih                                                  |               |       |
| 22     | Bab Moulay Ismail                                        |               |       |
| 25     | Bab Sidi 'Amer Lahsaïni                                  |               |       |
| 24     | Bab Raïs                                                 |               |       |
| 23     | Bab Dhar Lakbira                                         |               |       |
| 15     | Bab Mansour el-Eulj                                      | XVIIIe siècle |       |
| 4      | Bab Jdid                                                 |               |       |
|        | Bab Siba (disparue)                                      |               |       |
| 16     | Bab 'Issy                                                |               |       |
| 8      | Bab Berrima                                              |               |       |
| 9      | Bab Zouagha                                              |               |       |
|        | Bab Lahfa (entrée de la grande mosquée)                  |               |       |
|        | Bab La'doul (entrée de la grande mosquée)                |               |       |
|        | Bab Lahjar (entrée de la grande mosquée)                 |               |       |
|        | Bab L'Moula (entrée de la grande mosquée)                |               |       |
|        | Bab Maqsoura (entrée de la grande mosquée)               |               |       |
|        | Bab Nsa (entrée de la grande mosquée)                    |               |       |
|        | Bab Mchaourine (disparue)                                |               |       |
|        | Bab Sidi Said (disparue)                                 |               |       |
| 7      | Bab Berrima Sghira                                       |               |       |
| 6      | Bab Mellah                                               |               |       |
| 12     | Bab Mellah Qdim                                          |               |       |